# Slim Shady EP
《Slim Shady EP》는 에미넴이 1997년에 발매한 앨범이며 주위에서 꽤 인기를 얻었었으나 큰 성공을 하진 못했다. 그 이유는 이 앨범을 발매한 당시에는 그가 아직 언더그라운드 시절이었기 때문이었다. 정규 1집 infinite보다 더 안팔린 앨범이라고도 할 수 있다. 하지만 이 앨범을 발매해서 닥터 드레를 만나게 된 계기가 됐다. 수록곡으로는 The Slim Shady LP에도 수록이 되어 있는 Just don't give a fuck이 수록이 되어 있다. 그리고 에미넴이 Slim Shady EP를 통해 닥터 드레를 만나게 된 이유는 1997년 L.A.에서 열렸던 랩 올림픽에서부터였다. 인터스코프 레코드의 한 직원이 에미넴에게 Slim Shady EP를 주시면 안되냐고 말하자 에미넴은 흔쾌히 그 앨범을 그 직원에게 줬다. 그때 에미넴은 굉장히 분노한 상태였었다. 그래서 인터스코프 레코드의 직원이 그 앨범을 인터스코프 레코드의 사장인 지미 아오빈에게 들려주자 지미 아오빈은 1997년 당시 친했던 닥터 드레에게 그 앨범을 들려줬다. 듣고 나서 닥터 드레는 바로 에미넴을 찾아오라고 말했다. 그리고 3일 만에 에미넴을 데려왔다. 그때 에미넴은 노란색 점프수트를 입고 닥터 드레를 만났다. 닥터 드레는 에미넴에게 "너의 피부가 보라색이어도 상관없으니 나와 같이 작업하자."고 말했다. 그리고 에미넴은 그동안 힙합을 하면서 우상처럼 여겼던 N.W.A.의 닥터 드레와 같이 작업을 한다는 게 믿겨지지가 않아서 굉장히 쫄았었다고 한다.

## 곡 목록
| #            | 제목                                                                           | 제작자                                | 재생 시간 |
| ------------ | ------------------------------------------------------------------------------ | ------------------------------------- | --------- |
| 1.           | 〈Intro (Slim Shady)〉                                                         | Eminem                                | 1:08      |
| 2.           | 〈Low Down, Dirty〉                                                            | Da Brigade (Denaun Porter and Kuniva) | 4:44      |
| 3.           | 〈If I Had...〉                                                                | DJ Rec                                | 4:06      |
| 4.           | 〈Just Don't Give a Fuck〉                                                     | Bass Brothers Eminem [a]              | 4:00      |
| 5.           | 〈Mommy〉 (skit)                                                               |                                       | 0:39      |
| 6.           | 〈Just the Two of Us〉 (retitled to "'97 Bonnie & Clyde" on The Slim Shady LP) | Bass Brothers Eminem [a]              | 4:20      |
| 7.           | 〈No One's Iller〉 (featuring Swifty McVay, Bizarre and Fuzz Scoota of D12)    | DJ Head                               | 4:58      |
| 8.           | 〈Murder, Murder〉                                                             | DJ Rec                                | 4:40      |
| 9.           | 〈If I Had...〉 (radio edit)                                                   | DJ Rec                                | 4:01      |
| 10.          | 〈Just Don't Give a #?@!〉 (radio edit)                                        | Denaun Porter                         | 4:03      |
| 총 재생 시간 | 총 재생 시간                                                                   | 총 재생 시간                          | 38:00     |

비고
- ^[a] : 공동 제작자